# Veikkausliiga de 2020
A Veikkausliiga de 2020 foi a nonagésima edição da principal divisão do futebol finlandês. Em princípio, a disputa apresentaria um regulamento semelhante ao do ano anterior; contudo, foi abreviada até a vigésima segunda rodada em decorrência da pandemia de COVID-19.
O título desta edição ficou com o Helsingin JK, que obteve 14 vitórias em 22 partidas. A conquista foi obtida com uma vantagem de sete pontos para o vice-líder. Este foi o trigésimo título da equipe em toda a história da competição, ampliando a superioridade do maior campeão do campeonato finlandês. Inter Turku, KuPS e Honka foram as demais agremiações melhores colocadas e obtiveram vagas para a Liga Conferência Europa.
O rebaixamento automático à Ykkönen de 2021 ficou com o RoPS, que conquistou apenas cinco pontos e terminou na última posição do torneio. Por sua vez, o TPS perdeu os play-offs e também foi rebaixado.

## Classificação
| Pos. | Equipes       | P  | J  | V  | E  | D  | GP | GC | SG  | Classificação ou rebaixamento                               |
| ---- | ------------- | -- | -- | -- | -- | -- | -- | -- | --- | ----------------------------------------------------------- |
| 1    | HJK           | 48 | 22 | 14 | 6  | 2  | 53 | 17 | +36 | Campeão e classificado para a Liga dos Campeões de 2021–22. |
| 2    | Inter Turku   | 41 | 22 | 12 | 5  | 5  | 36 | 17 | +19 | Classificados para a Liga Conferência Europa de 2021–22.    |
| 3    | KuPS          | 41 | 22 | 12 | 5  | 5  | 39 | 26 | +13 | Classificados para a Liga Conferência Europa de 2021–22.    |
| 4    | Honka         | 37 | 22 | 9  | 10 | 3  | 26 | 17 | +9  | Classificados para a Liga Conferência Europa de 2021–22.    |
| 5    | Ilves         | 36 | 22 | 10 | 6  | 6  | 37 | 29 | +8  |                                                             |
| 6    | Lahti         | 32 | 22 | 8  | 8  | 6  | 33 | 30 | +3  |                                                             |
| 7    | Seinäjoen JK  | 29 | 22 | 8  | 5  | 9  | 27 | 29 | −2  |                                                             |
| 8    | HIFK          | 28 | 22 | 8  | 4  | 10 | 29 | 33 | −4  |                                                             |
| 9    | IFK Mariehamn | 23 | 22 | 6  | 5  | 11 | 29 | 43 | −14 |                                                             |
| 10   | Haka          | 22 | 22 | 5  | 7  | 10 | 25 | 41 | −16 |                                                             |
| 11   | TPS           | 21 | 22 | 6  | 3  | 13 | 23 | 39 | −16 | Play-offs de rebaixamento.                                  |
| 12   | RoPS          | 5  | 22 | 1  | 2  | 19 | 15 | 51 | −36 | Rebaixado para a Ykkönen de 2021.                           |

- Fonte: Veikkausliiga.com